# Libia

Libia is een metrostation in het stadsdeel municipio II van de Italiaanse hoofdstad Rome. Het station werd geopend op 13 juni 2012 en wordt bediend door lijn B1 van de metro van Rome.

## Geschiedenis
De metroverbinding van het centrum naar Monte Sacro was al in het metroplan van 1941 opgenomen, destijds onder de Via Nomentana. De aanleg van de noordtak van lijn B kwam pas in de jaren 70 in beeld en de verlenging ten noorden van Termini begon pas in 1982. Hierbij werd niet het traject onder de Via Nomentana gekozen maar werd een vertakking bij de Piazza Bologna gebouwd in plaats van twee lijnen naar de noordoostelijke wijken. De bouw van de tak naar Monte Sacro werd begonnen in 2005 toen de tunnelboormachine de grond in ging voor de tunnel tussen Bologna en Conca d'Oro. Het gerealiseerde traject ligt ongeveer 600 meter westelijker dan het in 1941 geplande traject. Het station onder de Viale Libia werd aanbesteed onder de naam Libia-Gondar. In tegenstelling tot de metrotunnels werd het station gebouwd met diepwanden. Eind 2011 werd het station opgeleverd en op 13 juni 2012 ging het reizigersverkeer van start.

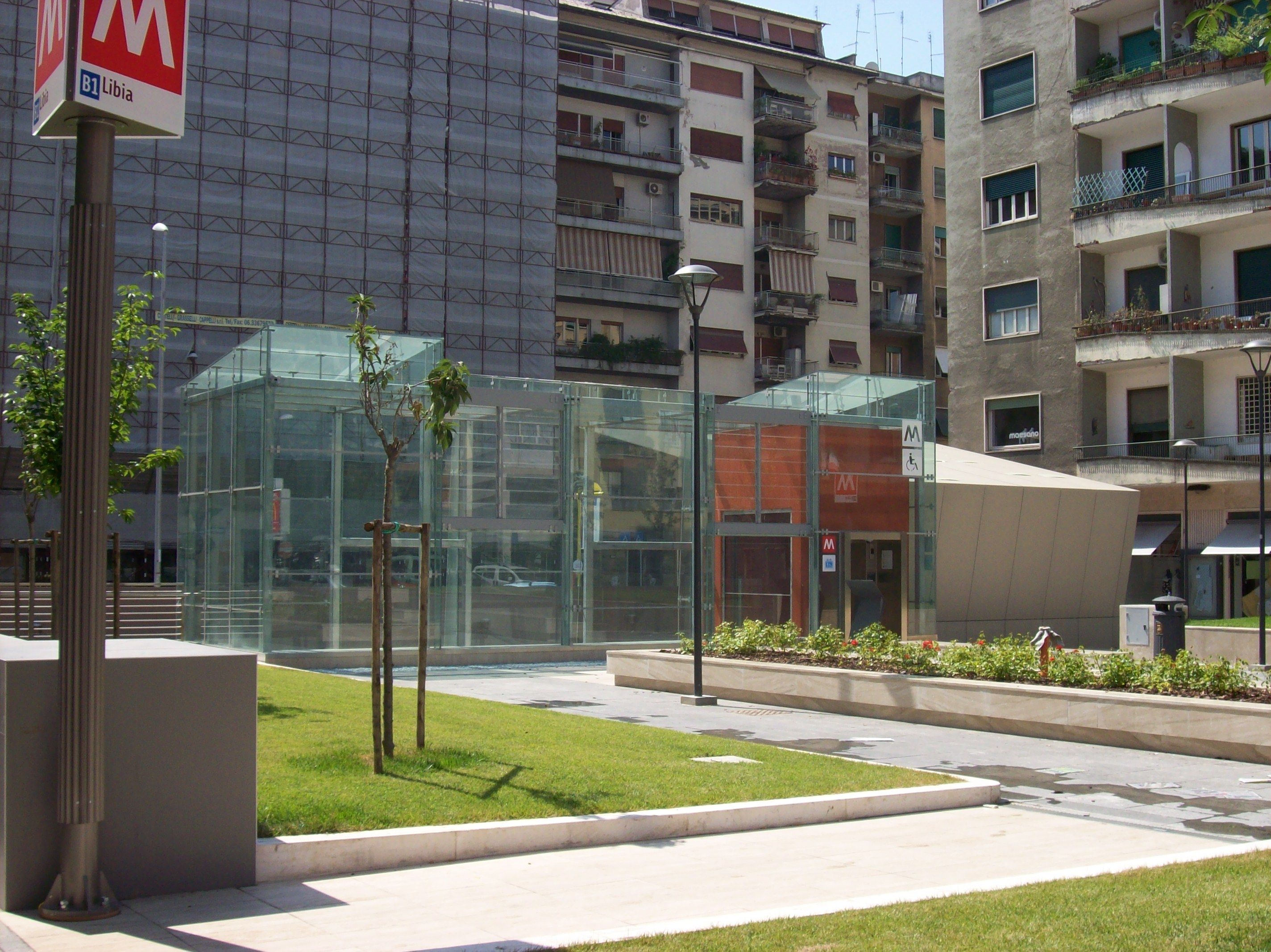
De lichtkoker en de lift op de Piazza Palombara Sabina.
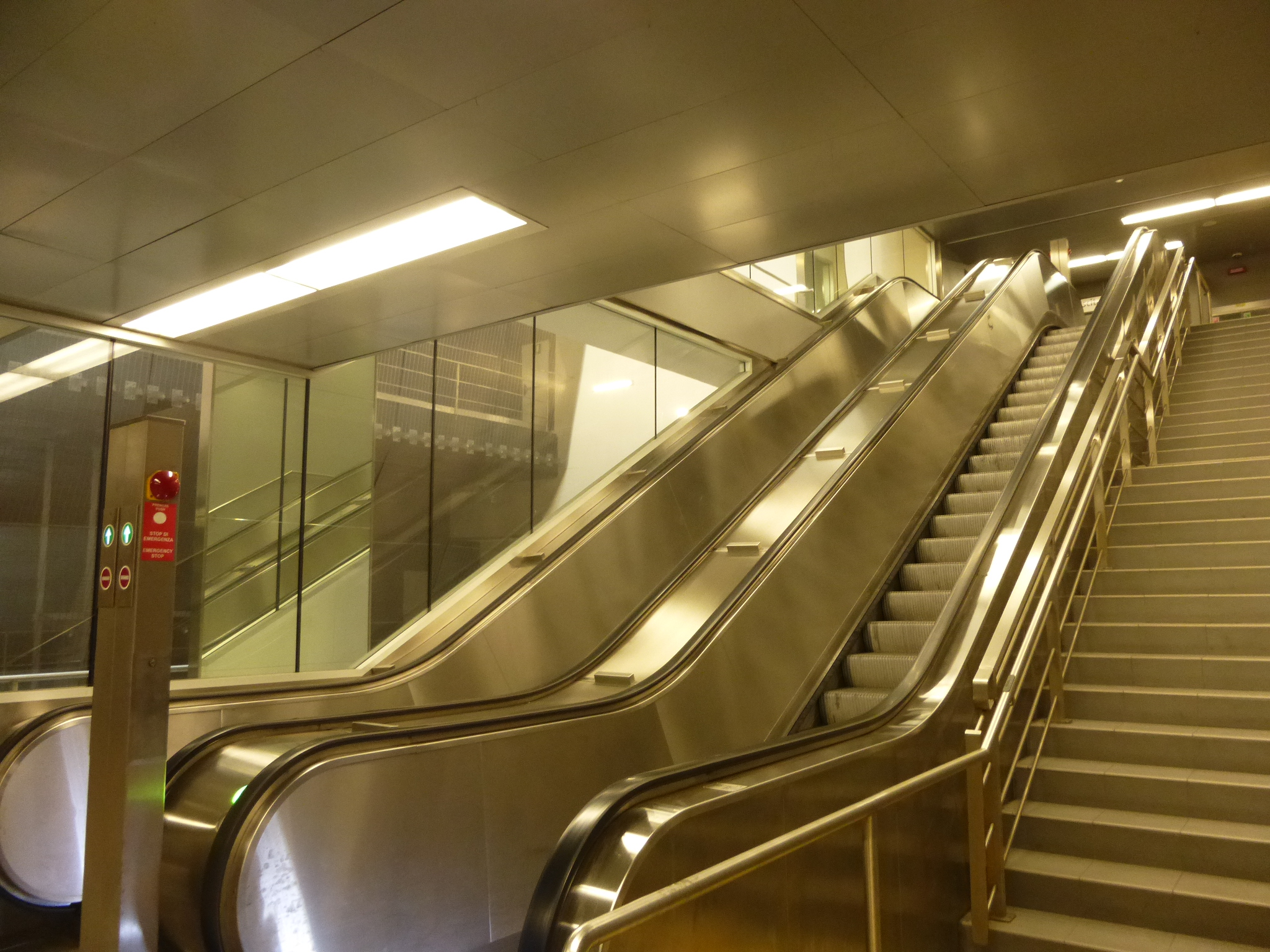
De roltrappen en vaste trappen in het station.
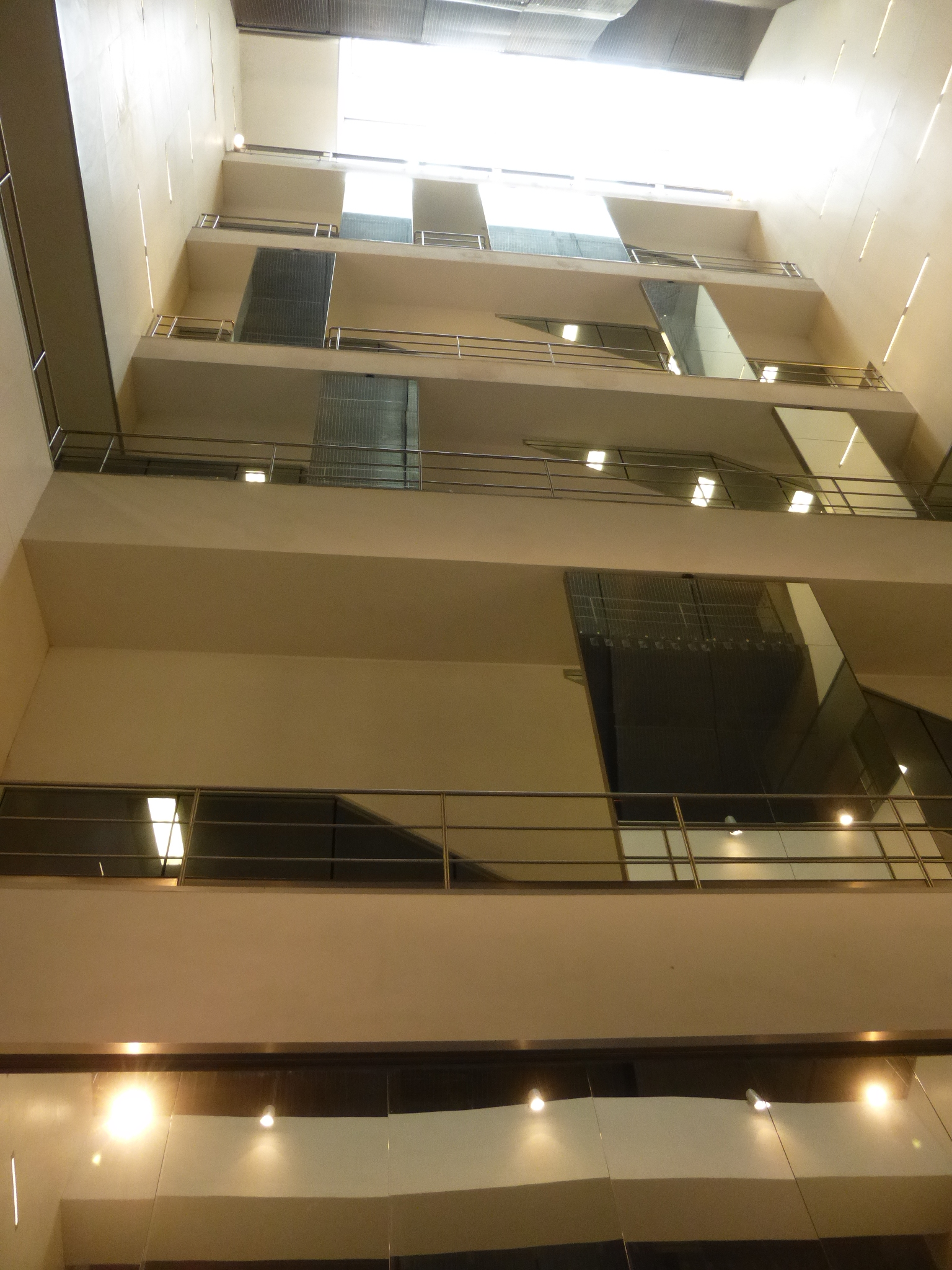
De lichtkoker

## Ligging en inrichting
Het station ligt in de wijk Trieste waar de meeste straten genoemd zijn naar plaatsen en gebieden in voormalige Italiaanse koloniën in Afrika. De hoofdingang ligt aan het Piazza Palombara Sabina bij de kruising van de Viale Libia en de Via Tigrè. De toegangspoortjes liggen in een bak aan de westkant van de Viale Libia die via een voetgangerstunnel verbonden is met de trap aan de Via Tigrè. Verder is de bak met trappen en een lift verbonden met straatniveau. De perrons zijn met een (rol)trappenhuis en liften verbonden met de toegangsbak op niveau -1.  De perrons liggen boven elkaar, voor de richting Laurentina op niveau -5 op 20 meter diepte, voor de richting Conca d'Oro op niveau -7 op 30 meter diepte. Tussen de trappen en de perrons is een lichtkoker waardoor het daglicht ook tot het onderste perron kan doordringen. Deze constructie met een trappenhuis onder een plein naast de tunnels is later, door de Italiaanse aannemer, ook gebruikt bij Marmorkirken in Kopenhagen zij het zonder lichtkoker. In 2013 werd ter ere van Chiara Lubich, oprichtster van de focolarebeweging, een plaquette in de hal aangebracht. Overstappers tussen metro en het stadsgewestelijk net moeten ongeveer 300 meter afleggen tussen het metrostation en de halte Nomentana van de Ferrovie Laziali. Iets ten zuiden van het station staat het bestuursgebouw van het stadsdeel Municipio II. Ten oosten van het station bevindt zich de kerk Santa Maria Goretti en iets verder naar het oosten staat op de Piazza Elio Callisto de stoel van de duivel, representant van de Romeinse grafarchitectuur. Ten zuiden van het station staat de kerk Santa Emerenziana aan de Viale Libia. 